# Conioselinum pteridophyllum
Conioselinum pteridophyllum là một loài thực vật có hoa trong họ Hoa tán. Loài này được (Franch.) Lavrova mô tả khoa học đầu tiên năm 2002.